# 厄绍加尔德
厄绍加尔德，是匈牙利诺格拉德州所辖的一个村。总面积10.92平方公里，总人口325，人口密度29.8人/平方公里（2011年1月1日）。